# セント・アンドリュー教区 (ジャマイカ)
セント・アンドリュー教区（セント・アンドリューきょうく、英語: Saint Andrew Parish）は、ジャマイカのサリー郡の南東に位置する教区。中心地はハーフ・ウェイ・ツリー。首都キングストンの北に横たわり、ブルーマウンテン山までのびている。キングストンの北部を含んでいるため、人口は教区で最も多い。ジャマイカの7人の国民的英雄であるジョージ・ウィリアム・ゴードン(1865年没)は、この教区で生まれた。

## 隣接行政区画
- セント・キャサリン教区
- セント・メアリー教区
- ポートランド教区
- セント・トーマス教区
- キングストン教区